# Charley Patton
Charley Patton, auch Charlie Patton (* April (?) 1891 bei Bolton, Mississippi, USA; † 28. April 1934 in Indianola, Mississippi) war ein US-amerikanischer Bluesmusiker. Er gilt als „Vater des Delta Blues“.
Patton war von ca. 1907 an bis zu seinem Tod als Musiker aktiv, von 1912 an zeichnet sich sein deutlicher Einfluss auf andere Bluesmusiker ab. In den frühen 1920er Jahren konnte er das Dasein als Wandermusiker hinter sich lassen und wurde zum ersten Star des jungen Genres. Den größten Teil seines bekannten Repertoires spielte er in drei Aufnahmesessions 1929 und 1930 ein, durch die er seine Bekanntheit noch weiter steigern konnte. Nach einem Karriereeinbruch aufgrund der Weltwirtschaftskrise erhielt er 1934 noch einmal die Gelegenheit aufzunehmen, starb aber kurz nach dieser Session. Insgesamt sind 54 Stücke von Patton erhalten, sie wurden (neben umfangreichen weiteren Materialien) alle 2001 in der Werkausgabe Screamin’ and Hollerin’ the Blues: The Worlds of Charley Patton veröffentlicht. Dieses Boxset wurde mit drei Grammys ausgezeichnet und machte Patton erstmals über Fachkreise hinaus bekannt.
Der Kritiker Robert Santelli schrieb über ihn: „Pattons Bedeutung in der Geschichte des Blues ist immens; kein Country-Blues-Musiker, außer Blind Lemon Jefferson, übte einen größeren Einfluss auf die Zukunft des Genres und die nachfolgende Generation von Stilisten aus als Patton. Jeder, von Son House, Howlin’ Wolf, Tommy Johnson und Robert Johnson bis hin zu Muddy Waters, John Lee Hooker und Elmore James kann seinen Blues-Stil auf Patton zurückführen.“

## Leben

### Kindheit und Jugend

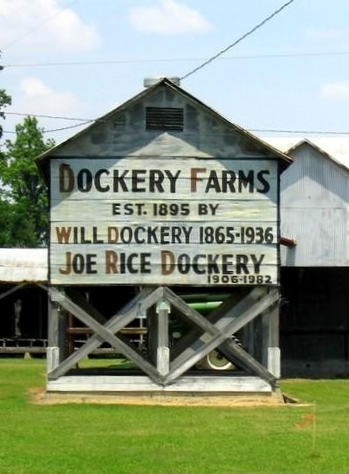
Die Dockery Plantation 2005

Patton wurde als das drittälteste Kind von Bill und Annie Patton höchstwahrscheinlich im April 1891 bei Bolton, Mississippi geboren und hatte elf Geschwister, von denen acht bereits während Kindheit und Jugend starben. Die Familie war gemischt indianisch-afroamerikanisch-weißer Herkunft.
Sam Chatmon nahm für sich in Anspruch, der leibliche Bruder von Patton zu sein und verwies darauf, dass sein Vater Henderson Chatmon Anfang der 1890er Jahre ein Verhältnis mit Annie Patton hatte. Höchstwahrscheinlich war wohl einer der Söhne der Pattons tatsächlich ein Kind von Henderson Chatmon, welcher der drei es aber war, lässt sich nicht mehr definitiv entscheiden. Die Tatsache, dass William „Will C.“ Patton (* 1895) in den Zensus-Unterlagen von 1900 nicht als Kind der Pattons aufgeführt ist, lässt jedoch den Schluss zu, dass Bill Patton ihn als illegitimen Sohn nicht angab und weist so von Charley Patton weg.
Zwischen 1901 und 1904 zog Bill Patton mit seiner Familie (nach einem kurzen Intermezzo nahe Edwards Mitte der 90er Jahre) wegen der erheblich besseren Verdienstmöglichkeiten auf die Dockery Plantation bei Ruleville im Mississippi-Delta, das zu dieser Zeit urbar gemacht wurde. Die Plantage war über sechzig Quadratkilometer groß, beschäftigte mehrere hundert Arbeiter, die mit ihren Familien auf dem Gelände lebten und verfügte über eine eigene, dorfähnliche Infrastruktur, es gab unter anderem einen Kurzwarenladen, ein Möbelgeschäft, eine Kirche, einen Friedhof und sogar einen Bahnhof. Dort brachte der arbeitsame Bill Patton es zu relativem Wohlstand, der für Charley auch bedeutete, dass der Vater ihm eine – für seine Zeit und soziale Stellung – gute Erziehung ermöglichte, er besuchte die Schule bis zur neunten Klasse.
Zusätzlich zur schulischen Erziehung legte der Vater, selbst Ältester der baptistischen Kirche der Dockery Plantage, auch Wert auf eine solide religiöse Bildung seiner Kinder. Charley Patton besuchte regelmäßig die Sonntagsschule, war bibelfest und hielt gelegentlich Laienpredigten. Diese religiöse Ausbildung hat Patton stark geprägt. Zeit seines Lebens fühlte er sich zum Beruf des Predigers hingezogen, und auch in seinem Repertoire spielten religiöse Themen eine wichtige Rolle.
Patton begann bereits in seinem siebten Lebensjahr Gitarre zu spielen und musste sich seine Liebe zur Musik erst gegen den frommen Vater erkämpfen, der sie ihm sogar durch Auspeitschen mit einer Bullenpeitsche auszutreiben versuchte, da Tanzmusik ihm als Baptist als Sünde galt. Letztlich gab er aber nach und schenkte Charley um 1905 seine erste eigene Gitarre. Sein Spiel blieb jedoch dilettantisch, bis er auf der Dockery Plantage dann Henry Sloan begegnete, dem frühesten namentlich bekannten Bluesmusiker, dessen Schüler er wurde und den er mehrere Jahre bei Auftritten als zweiter Gitarrist begleitete. Ein weiterer Lehrer von Patton war Earl Harris, dessen Einfluss auf Patton sich aber nicht genau bestimmen lässt.
Patton spielte gelegentlich mit den Chatmon Brothers, die später als The Mississippi Sheiks großen Erfolg hatten, Walzer, Ragtime, Minstrel und auch Square-Dance-Musik. 1906, als knapp Fünfzehnjähriger, verließ er sein Elternhaus, vermutlich trugen drastische Differenzen und Auseinandersetzungen zwischen ihm und seinem Bruder Willie dazu bei.

### Karrierebeginn
Ungefähr seit 1907 war Patton als Musiker aktiv, Ernest Brown berichtet, dass er in den folgenden vier Jahren allmählich eine lokale Bekanntheit wurde. Interessant ist auch seine Äußerung, dass Patton bereits „dieselbe Art von Musik spielte, wie zu der Zeit, als er Schallplattenaufnahmen machte“ (He [was] playin’ the same kind of music like he did when he put out them records.). Die ältesten Kompositionen seines aufgenommenen Repertoires datieren in diese Zeit zurück (Pony Blues, Banty Rooster Blues, Mississippi Bo Weavil Blues, Down The Dirt Road), 1910 hatte er schon fast alle der Stücke komponiert, die er bei seiner ersten Aufnahmesitzung 1929 einspielen sollte. Um 1912 hielt er sich viel in der Kleinstadt Drew auf, wo er auf zahlreiche weitere Musiker traf, die später bekannt werden sollten (z. B. Tommy Johnson, Roebuck Staples). John Fahey vermutet hier den Beginn seines massiven Einflusses auf den sich konstituierenden Delta Blues. Wenige Jahre später erschoss ein schwarzer US-Soldat in Drew einen Weißen, wodurch sich das Klima für die Musiker rapide verschlechterte und sie letztlich die Stadt verlassen mussten. Dieser Auszug der von Patton unmittelbar beeinflussten Musiker führte dazu, dass der von ihm entscheidend mitgeprägte Stil sich weit in Mississippi verbreitete.
1916 bot ihm W.C. Handy den Eintritt in seine Band an, was er aber ausschlug, da er keine Noten lesen konnte. Während einer Musterung auf seine Tauglichkeit für den Einsatz als Soldat im Ersten Weltkrieg erfuhr er, dass er einen Herzfehler hatte (Mitralstenose) und wurde vom Kriegsdienst freigestellt. Im Laufe der 20er Jahre wurde er im Süden der USA ein weithin bekannter und beliebter Solomusiker, der – im Unterschied zu seinen wandernden Kollegen – bereits für Auftritte gebucht und bezahlt wurde. Patton spielte in Juke Joints, an Straßenecken oder vor Geschäften, auf House parties (eine private Wohnung oder ein Haus, das für eine Nacht in einen Juke Joint verwandelt wurde) und bei Picknicks, die weiße Farmer gelegentlich für ihre schwarzen Angestellten veranstalteten, zu Beginn seiner Karriere manchmal auch für Medicine Shows, auf Geburtstagen und Hochzeiten.

### Die erste Aufnahmesession
1929 hatte der Talentscout H.C. Speir, vermutlich durch Bo Carter, von ihm gehört, suchte ihn auf und versuchte ihn, nach einer ersten Probeaufnahme, an Victor Records zu vermitteln. Victor zeigten sich aber uninteressiert an Patton und so vermittelte Speir ihn dann für 150 Dollar Kommission an Paramount Records, die Patton zu seiner ersten Aufnahmesession nach Richmond, Indiana einluden. Sämtliche am 14. (und 15.?) Juni dort aufgenommenen vierzehn Stücke erschienen innerhalb der kommenden Monate bei Paramount, als Debüt wurde eines der ältesten Stücke seines Repertoires veröffentlicht, der über zwanzig Jahre alte Pony Blues. Er sollte sein größter Verkaufserfolg werden. Pattons zweite Platte, Screamin’ And Hollerin’ The Blues/Mississippi Bo Weavil Blues, wurde als Werbegag unter dem Pseudonym The Masked Marvel („Das maskierte Wunder“) veröffentlicht, wer Pattons Identität erriet, konnte eine Gratisplatte aus dem Sortiment von Paramount gewinnen.
Zu dieser Session reiste Patton gemeinsam mit Buddy Boy Hawkins an, der hier seine letzte Session hatte; auf einem der Stücke, die Hawkins einspielte (Snatch It And Grab It) ist Patton singend und rufend im Hintergrund zu hören.

### Die zweite Aufnahmesession
Da sich Pattons erste Aufnahmen ausgesprochen gut verkauft hatten, wurde er von Paramount bereits im November/Dezember 1929 zu weiteren Aufnahmen geholt, diesmal in Grafton, Wisconsin. Er kam in Begleitung des Multiinstrumentalisten Henry Sims, der zu dieser Zeit noch kein ausgewiesener Bluesmusiker war, den er aber seit seiner Jugend kannte und an Paramount vermittelt hatte. Patton nahm vierundzwanzig Stücke auf, auf sechsen wird er dabei von Sims an der Fiddle begleitet, im Gegenzug ist er als Gitarrist auf Sims’ vier aufgenommenen Stücken zu hören.
Die – verglichen mit anderen zeitgenössischen Bluesmusikern – hohe Anzahl aufgenommener Stücke verdeutlicht zum einen seine Professionalität (normalerweise wurden an einem Tag nur rund vier bis acht Stücke eines Musikers aufgenommen, ein Durchschnitt, den Patton in diesen Sessions weit übertraf) und zum anderen die herausragende Stellung, die er im Portfolio von Paramount einnahm, eine so hohe Anzahl von Einspielungen eines Künstlers in so kurzer Zeit war absolut ungewöhnlich. Mit dem Tod von Blind Lemon Jefferson im Dezember 1929 wurde Patton schlussendlich zum prominentesten und erfolgreichsten Künstler von Paramount, im Folgejahr sollten dreizehn Platten von ihm erscheinen, mehr als von jedem anderen Blueskünstler.

### Die dritte Aufnahmesession
Pattons dritte Aufnahmesession fand im August 1930 ebenfalls in Grafton statt und dauerte vier bis sechs Tage. Sie war die letzte für Paramount Records, die aufgrund der Weltwirtschaftskrise und dem dadurch verursachten Mangel an Käufern für ihre Platten bereits in ersten finanziellen Schwierigkeiten steckten und zwei Jahre später schließen mussten. Zugleich ist es Pattons „kleinste“ Session gewesen, er selbst nahm nur vier Stücke dort auf, auf denen er von Willie Brown als zweitem Gitarristen begleitet wird und die vielfach zu seinen besten Aufnahmen überhaupt gezählt werden (die geringe Anzahl der Aufnahmen lag wohl darin begründet, dass Paramount im Rahmen dieser Sitzung Patton vor allem für ein weiteres Jahr vertraglich an sich binden wollten).
Zu dieser Session hatte Patton nach Aufforderung durch Art Laibley, dem Aufnahmeleiter bei Paramount, weitere Musiker mitgebracht, die alle ebenfalls Gelegenheit bekamen, Aufnahmen zu machen (wofür Patton 100 Dollar erhielt). So konnte Son House (den Patton erst vor kurzem kennengelernt hatte) seine ersten und für Jahrzehnte einzigen Aufnahmen machen, ebenso wie Willie Brown (der nach seinen vier Stücken nie wieder aufnahm). Weitere, weniger bekannte Künstler, die Patton mitbrachte, waren die Sängerin und Pianistin Louise Johnson (eine kurzzeitige Geliebte von Patton, die ebenfalls vier Stücke einspielte) sowie die a cappella-Gospelgruppe Delta Big Four.

### Karriereeinbruch
Aufgrund der Weltwirtschaftskrise breitete sich unter der afro-amerikanischen Bevölkerung zunehmend Armut aus, die nur wenig Geld für Freizeitvergnügen und Schallplatten ließ. Patton bekam vorerst keine weiteren Aufnahmegelegenheiten und gab zeitweise Gitarrenunterricht. Bemerkenswerterweise spielte er häufiger als je zuvor vor weißem Publikum, das zum einen noch eher über finanzielle Mittel für Festivitäten jeder Art verfügte und unter dem er in den letzten Jahren seines Lebens zunehmend an Popularität gewann.

### Letzte Aufnahmesession und Tod
1933 hatte sich die amerikanische Schallplattenindustrie wieder einigermaßen von der Krise erholt und der ohne Plattenfirma dastehende Patton bekam im Januar 1934 von der American Record Company (ARC) einen Vertrag angeboten. Patton reiste daher mit seiner damaligen Lebensgefährtin Bertha Lee zu seinen letzten Aufnahmen vom 30. Januar bis zum 1. Februar nach New York und spielte dort, teils gemeinsam mit Bertha, 29 Titel ein.
Aufgrund der Tatsache, dass ARC-Schallplatten in Mississippi, dem Schwerpunkt von Pattons Ruhm, kaum erhältlich waren, verkauften sich Pattons Veröffentlichungen schleppend, und so erschienen nur 12 der 29 Titel bei Vocalion Records, einem preisgünstigen Sub-Label der ARC. Seine letzte (posthume) Veröffentlichung, Hang It On The Wall, erschien im April 1935. Die Master der unveröffentlichten siebzehn Stücke sind verschollen.
Die Aufnahmen dieser letzten Session sind hörbar von Pattons schlechter Gesundheit überschattet. Er war stark erkältet und seine Stimme angegriffen (1933 hatte in Holly Ridge ein Zuhörer, der den Text eines Songs von Patton als Anbandelungsversuch mit seiner Partnerin verstand, versucht ihm die Kehle durchzuschneiden. Patton überlebte nur knapp, behielt aber eine große Narbe an der Kehle zurück.). Darüber hinaus hatte Patton bereits kurz vor seiner Reise nach New York starke Herzprobleme gehabt, trat jedoch dessen ungeachtet die Reise an.
| Don’t the moon look pretty, Shinin’ down through the tree? I can see Bertha Lee, But she can’t see me. Poor Me | Sieht der Mond nicht hübsch aus, Wie er durch den Baum herab scheint? Ich kann Bertha Lee sehen, Doch sie kann mich nicht sehen. |

Seine Stimme war kurzatmig und brüchig geworden, ihr mangelte es am früheren Volumen und der ehemaligen Flexibilität. An der Gitarre war er nicht mehr so kraftvoll und schnell wie früher, wenn auch nuancierter; viele der Stücke waren ruhiger, introvertierter und ernsthafter angelegt. In manchen Stücken scheint Patton mit dem Leben, das er bisher so wild besang, eher abschließen zu wollen, Zeilen wie „Oh Death / I know my time ain’t long“ (Oh Death) oder auch Strophen aus Poor Me (siehe Box rechts) scheinen anzudeuten, dass Patton seinen bevorstehenden Tod ahnte.
Sein unruhiger Lebensstil hatte in Kombination mit den zunehmenden Symptomen einer damals nicht behandelbaren Mitralstenose (die entweder auf eine Syphilis connata oder ein rheumatisches Fieber in seiner Kindheit zurückging) über die Jahre an Pattons physischen Ressourcen gezehrt, es ging ihm gesundheitlich zunehmend schlechter. Rund zwei Monate nach seinen letzten Aufnahmen, am 28. April 1934, starb Patton, nach einwöchigem Todeskampf und stetem Predigen über die Offenbarung des Johannes, an Herzversagen. Sein Tod blieb in der Presse ohne Widerhall und obwohl viele zu seinem Begräbnis kamen, war kein Bluesmusiker anwesend. Sein heutiger Grabstein ehrt ihn als „The Voice of the Delta“ („Stimme des Deltas“) und „The foremost performer of early Mississippi Blues, whose songs became cornerstones of American music.“ („Der führende Künstler des frühen Mississippi Blues, dessen Lieder Ecksteine der amerikanischen Musik wurden.“).
Um die Zeit von Pattons Tod setzte auch der Verfall des Country-Blues ein, viele ehemalige Auftrittsorte setzten eher auf Jukeboxen als auf unbekannte Live-Künstler, zahlreiche Musiker gingen in die Städte und entwickelten dort die neuen Stilformen des Urban Blues, eine Entwicklung, die durch die Adaption der E-Gitarre noch verstärkt wurde.

### Familienverhältnisse

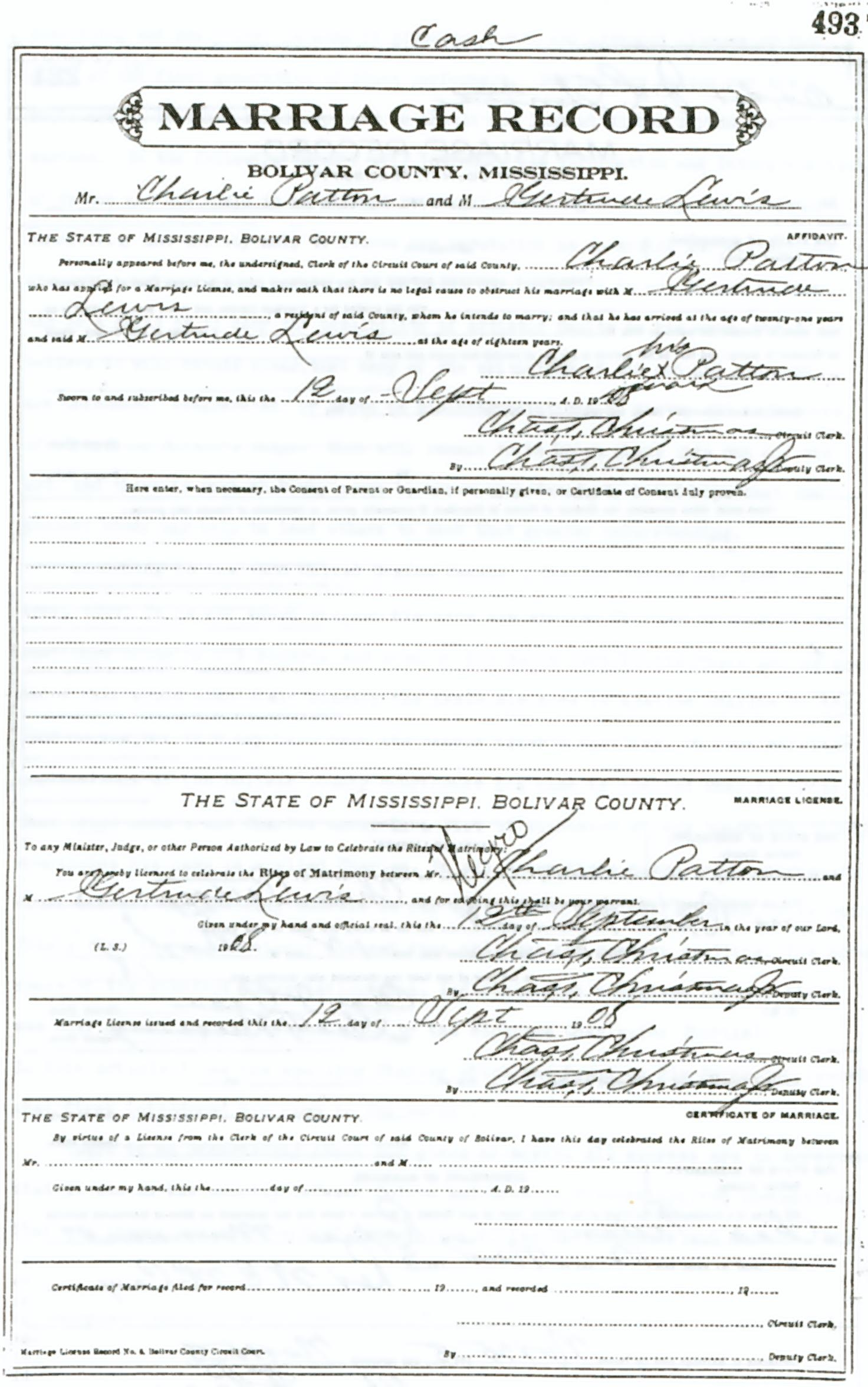
Heiratsurkunde von Charley Patton und Gertrude Lewis (1908)

Patton, der als charismatisch und gut aussehend (er war ungefähr 1,70 m groß, wog um die 65 Kilo, hatte hellbraune Haut und lockiges Haar) beschrieben wird und zugleich erfolgreich und relativ wohlhabend war, wirkte nach zeitgenössischen Berichten sehr anziehend auf Frauen. Er hatte zahlreiche Affären, eine ungeklärte Anzahl sogenannter „common-law wives“ (feste Lebenspartnerinnen, mit denen er jedoch – wie zu dieser Zeit bei afro-amerikanischen Paaren häufig – nicht offiziell verheiratet war) und war sechsmal verheiratet. Die Quellenlage diesbezüglich lässt sich jedoch nur als konfus bezeichnen, neben den erwähnten sechs Ehen gab es möglicherweise noch weitere, für mindestens zwei liegen Indizien vor. Seine erste Ehe schloss er 1908 mit Gertrude Lewis, die Ehe war aber sehr kurzlebig, denn noch im selben Jahr heiratete er Millie Bonds (unbelegt), die ihm eine Tochter, Willie Mae, genannt China Lou, gebar. Obwohl die „Ehe“ nur wenige Jahre hielt, blieb er mit ihr und China Lou stets weiter in (losem) Kontakt. 1913 heiratete er Dela Scott, 1918 Roxie Morrow (mit der er seine längste Ehe führte), 1922 Minnie Franklin, 1924 Mattie Parker und 1926 Bertha Reed.
Neben China Lou hatte Patton zahlreiche weitere Kinder, zwei Söhne (* 1916 bzw. 1918) mit Sallie Hollins, mit Martha Christian eine Tochter Rosetta (1917–2014) (das zuletzt noch lebende Kind Pattons, laut Geburtsurkunde war sie ehelich geboren, eine Heiratsurkunde existiert jedoch nicht). Nichts weiter weiß man von den zwei Kindern, die aus seiner Ehe mit Bertha Reed hervorgingen, ebenso von einem Jungen, der bereits in früher Kindheit gestorben sein soll.
Wahrscheinlich Ende 1929 lernte er seine letzte Frau und gelegentliche Gesangspartnerin Bertha Lee Pate, genannt Bertha Lee, kennen, eine Köchin, die damals erst dreizehn war. Ab 1930 lebte er mit ihr in einer zwar temperamentvollen und teils von beiderseitiger Gewalt geprägten, von beiden aber positiv eingeschätzten Beziehung zusammen. Eine besonders harte Auseinandersetzung auf einer house party zwischen beiden führte sogar zu einer kurzen Haft für beide im Gefängnis von Belzoni (die Geschichte verarbeitete Patton im High Sheriff Blues). 1933 zog er mit ihr in Holly Ridge, Mississippi zusammen, sie blieben bis kurz vor seinem Tod beieinander.

### Persönlichkeit
Patton wird in Berichten von Verwandten und Zeitgenossen als im Allgemeinen humorvoll bis zur Albernheit, aber distanziert, auf seinen Vorteil bedacht, stur und streitsüchtig dargestellt. Unter Alkoholeinfluss (Patton trank viel und häufig) scheinen sich diese Charakterzüge ins Extreme gesteigert zu haben, sein Humor würde ätzend und gemein und obwohl er in aller Regel keine körperlichen Auseinandersetzungen provozierte, ging er ihnen auch nicht aus dem Weg.
Er mied enge Beziehungen, in seinen wenigen Freundschaften hielt er stets eine gewisse Distanz und wurde nur selten privat, seine Partnerschaften waren offensichtlich meist flüchtiger Natur und ohne große emotionale Tiefe. Zu seinen Partnerinnen verhielt er sich herablassend und geringschätzig in Worten wie Taten, manche beutete er in finanzieller Hinsicht aus, immer wieder kam es seinerseits auch zu – teils extremer – häuslicher Gewalt.
Anderen Musikern gegenüber verhielt er sich meist abweisend und distanziert. Hatte er getrunken, so begann er bei Auftritten anderer Musiker häufiger, diese durch ständige, scheinbar anfeuernde Zwischenrufe zu stören und zu irritieren. Während der Aufnahmesession von Louise Johnson im August 1930 tat er dies sogar im Studio, gemeinsam mit Son House, deutlich zu hören ist in der vierten Strophe von „Long Way From Home“, wie Johnson dann aufgrund der ständigen Unterbrechungen ins Stottern gerät.
Patton war kein sesshafter Mensch, er hat häufig in seinem Leben den Wohnort gewechselt, blieb aber (von zwei Aufenthalten in Arkansas Anfang der 1910er Jahre und Memphis Anfang der 1930er abgesehen) immer im erweiterten Umfeld der Dockery Plantation oder seines Geburtsorts, die seine Lebensmittelpunkte darstellten. Seine Reisen führten ihn zu zahlreichen Orten in Mississippi und den Nachbarstaaten, gelegentlich aber auch weiter von zu Hause fort (darunter nach Milwaukee, Chicago, St. Louis und Albany).
Während seines gesamten Erwachsenenlebens hat Patton ausschließlich als Musiker gearbeitet und körperliche Arbeit gemieden. Sein Musikerdasein machte ihn dabei frei von jeder Fremdbestimmung und erwies sich zugleich als ausgesprochen einträglich. Durch die Häufigkeit seiner Auftritte und seinen Ruhm war er zu seiner Hochzeit wohl der einzige Deltabluesmusiker, der ausgesprochen gut allein von seiner Musik leben konnte, Hochrechnungen beziffern allein sein Einkommen aus den Aufnahmen für 1929 als fast auf dem Niveau eines amerikanischen Collegeprofessors ($2850 zu $3150). Patton besaß ein Auto, mehrere Gitarren, trug stets Anzüge und war in der Lage seine Familie finanziell zu unterstützen. Seine Bekanntheit und Beliebtheit war dabei nicht allein auf ein schwarzes Publikum beschränkt, auch in der weißen Bevölkerung war sein Name ein Begriff, gelegentlich spielte er mit weißen Musikern zusammen und trat vor weißem Publikum auf, in seinen letzten Lebensjahren stellten sie die Mehrheit seines Publikums.
Trotz seines Erfolges jedoch war sein gesellschaftlicher Status gering. Bluesmusiker galten bei der sehr religiösen, „anständigen“ Mehrheit der afroamerikanischen Bevölkerung aufgrund ihrer Musik, aber auch ihres Lebenswandels, allgemein als sündig. Die tiefe Verwurzelung des Glaubens in der Bevölkerung machte diese Vorstellung und ihre Konsequenz, ein Nachleben in der Hölle, auch für die Musiker selbst zu einer Realität, die sie stets aufs Neue in Konflikte mit ihrer eigenen Existenz brachte. So berichtet Palmer, dass Patton sich regelmäßig von der Musik und seinem „lasterhaften“ Lebensstil zurückzog, die Bibel studierte und den Beruf des Predigers ergreifen wollte, diese Vorsätze hielten jedoch stets nur kurze Zeit.

## Werk
Pattons erhaltenes Solowerk besteht aus etwas über fünfzig Stücken in annähernd sechzig Takes, das in vier Aufnahmesessions zwischen 1929 und 1934 entstand, knapp über vierzig Stücke davon, das Äquivalent zu gut drei LPs, wurden innerhalb nur eines Jahres, 1929/1930, aufgenommen. Kein Blues-Musiker vor ihm hat ein so umfangreiches Werk hinterlassen. Daneben begleitete Patton auch andere Musiker bei ihren Aufnahmen, dieser Teil seines Werkes umfasst zusätzlich noch einmal 10 bis 20 Stücke.
Sein Repertoire war jedoch noch erheblich größer und umfasste dabei (unüblicherweise) nicht allein Blues-Stücke, sondern auch Ragtimes, religiöse Lieder, Folkstücke weißer wie schwarzer Herkunft und populäre Musik der Zeit, damit stand Patton in der Tradition der sogenannten Songster der Jahrhundertwende. Abgesehen von religiösen Stücken ist dieses Material von ihm jedoch kaum aufgenommen worden und bleibt einer weitergehenden Untersuchung damit entzogen.
Alle überlieferten Aufnahmen sind unbeeinflusst geblieben von gestaltenden Eingriffen durch die Plattenfirmen. Dies lag im Wesentlichen am grundlegenden Unverständnis der weißen Angestellten der Plattenfirmen gegenüber dem als primitiv empfundenen Blues, in der Regel wurde einfach aufgezeichnet, veröffentlicht und verkauft, was der Musiker anbot und auf Erfolg gehofft, eine gezielte Marktstrategie existierte nicht. So oblag die kreative Kontrolle vollkommen dem Künstler selbst, was dem heutigen Hörer erlaubt, einen annähernd unverstellten Blick auf das Werk Pattons zu werfen.
Zu beachten ist jedoch, dass die erhaltenen Aufnahmen immer nur einen Ausschnitt des jeweiligen Stückes darstellen. Die Laufzeit der damaligen Aufnahmen war auf drei Minuten beschränkt, so dass längere Stücke in zwei Teile zerlegt werden mussten, für längere Soli oder Improvisationen kaum Raum bestand und die bis zu dreißig Minuten langen, stark repetitiven Passagen, die er live präsentierte, undokumentiert blieben.

### Einflüsse
Zu den Einflüssen auf Pattons Werk kann nur wenig gesagt werden, da er stilistisch bereits weit vor 1910 gefestigt war, somit selbst zu den frühesten überhaupt aufgenommenen Blueskünstlern überhaupt zählt und Vergleiche mit vorhergehenden Musikergenerationen daher kaum möglich sind. Mit hoher Wahrscheinlichkeit dürften seine wichtigsten Lehrer, Henry Sloan und Earl Harris, sein Spiel geprägt haben, über weitere Einflüsse seiner Frühzeit ist nichts bekannt. Allerdings zeigt der Rhythmus und die perkussive Spielweise insbesondere seiner frühen Stücke viele Ähnlichkeiten zur ostinaten zweischlägigen pow wow Musik der amerikanischen Indianer, mit der er durch seine Cherokee-Großmutter höchstwahrscheinlich seit seiner Kindheit gut vertraut war. Bekannt ist, dass er mit dem Aufkommen der ersten Bluesschallplatten ab 1923/1924 den Markt sehr genau verfolgte und sich bei Neukompositionen an erfolgreichen Stücken orientierte, so adaptierte er z. B. Ma Raineys Booze and Blues von 1924 als Tom Rushen Blues, den Text von Ardelle Braggs Bird Nest Blues verwandte er in veränderter Form in Bird Nest Bound und benutzte den Cryin’ Blues von Hound Head Henry als Grundlage für sein Poor Me, ebenso wie Sittin’ On Top Of The World der Mississippi Sheiks seinem Some Summer Day als Vorlage diente. Seine Bewunderung, wohl auch ob seines beträchtlichen Erfolges, galt darüber hinaus dem äußerst erfolgreichen Pionier des Country Blues auf Schallplatte, Blind Lemon Jefferson.

### Texte
Im Allgemeinen werden die Texte von Patton als das schwächste Element seines Werkes gewertet. John Fahey bezeichnete seine Texte als häufig geprägt von „Unverbundenheit, Zusammenhanglosigkeit und offensichtlicher ‚Irrationalität‘“ (disconnection, incoherence, and apparent ‘irrationality‘), konstatierte „strophische Vereinzelung“ (stanzaic disjunction), und resümierte, dass in ihnen „verschiedenste unzusammenhängende Teile des Universums per Zufall dargestellt“ würden (various unrelated portions of the universe are described at random) merkt jedoch auch an, das solche textliche Zusammenhanglosigkeit ein typischer Zug des Country Blues an sich gewesen sei. David Evans führt dies darauf zurück, dass Pattons Texte (wie seine Stücke insgesamt) in sich nicht feststehend gewesen seien, sondern anhand einiger weniger Schlüsselzeilen meist traditioneller Herkunft und einer inhaltlichen Grundidee jeweils spontan während des Spiels improvisiert wurden.
In Pattons Texten gibt es zwei Schwerpunkte: In einem großen Teil spiegelt sich das Leben Pattons wider, in manchen Fällen geht dies so weit, dass die Texte regelrecht autobiographischen Charakter aufweisen. Sie sind individualistisch, eng an alltägliche Erfahrungen gebunden, boten so dem zeitgenössischen Zuhörer die Möglichkeit zur Identifikation und sind aus heutiger Perspektive wertvolle Zeitdokumente schwarzer Alltagsgeschichte. In diesen Texten überschritt Patton auch zugleich die im Blues häufig zu findende thematische Verengung auf die Liebe und den Blues im Sinne einer emotionalen Verfassung. Obwohl diese Topoi selbstverständlich auch zu finden sind, thematisiert Patton auch das Umherreisen, Tod oder Natur. Die Texte wahren dabei jedoch immer den Charakter einer Unterhaltungsmusik, Anspielungen auf soziale Missstände sind ausgesprochen selten und bleiben stets auf persönliche Erfahrungen Pattons beschränkt, gesellschaftskritische Texte, wie zum Beispiel Kritik am Rassismus, fehlen vollständig.
Ein weiterer Schwerpunkt sind Stücke, in denen Pattons tiefe Religiosität zum Ausdruck kommt, wie I’m Goin Home, Jesus Is A Dying Bed-Maker, Lord I’m Discouraged und insbesondere das – aus Glaubwürdigkeitsgründen unter dem Pseudonym Elder J.J. Hadley veröffentlichte – doppelseitige Prayer Of Death. Zwar machen die religiösen Stücke nur rund ein Viertel bis ein Drittel seines Werkes aus, aber auch in vielen der weltlichen Stücke finden sich religiöse Elemente, von kurzen Anspielungen bis hin zu ganzen Strophen.
Sein Gesangsstil führte dazu, dass die Texte oft nur fragmentarisch verständlich waren, auch für Zeitgenossen. Bis heute sind viele der Texte seiner Stücke nicht komplett verstanden oder werden unterschiedlich gedeutet, verstärkt wird dies durch die schlechte Qualität der erhaltenen Aufnahmen (was nicht allein auf den Verschleiß der Jahrzehnte zurückzuführen ist, die Firma Paramount verwandte auch ein ausgesprochen minderwertiges Material zum Pressen von Platten).

### Musik
Patton spielte seinen Aufnahmen zufolge ausschließlich in der offenen Stimmung G (Spanish) oder der Standard-Stimmung, nur ein einziges Stück in der offenen Stimmung D ist bekannt (Spoonful Blues). Sein Gitarrenstil war extrem perkussiv, bei Auftritten verwandte er gelegentlich den Korpus der Gitarre über lange Strecken als reines Perkussionsinstrument. Sein Bottleneck-Spiel, das auf rund einem Drittel seiner Aufnahmen zu hören ist, etablierte diesen Stil als festen Bestandteil des Repertoires des Delta-Blues. Patton war ein durchaus virtuoser Gitarrist, seine Mittel waren jedoch auf das für sein Repertoire Notwendige begrenzt. So beherrschte er das sogenannte Fingerpicking zwar hervorragend, konnte aber kaum Akkorde spielen; auch Notenlesen beherrschte er nicht. Gelegentlich ließ er seine Gitarre „sprechen“ (deutlich zu hören im Refrain von A Spoonful Blues, wo er seine Gitarre statt seiner Stimme spoonful singen lässt). Sein Tempo war so hoch, dass selbst so ein technisch versierter sideman wie Willie Brown sich gelegentlich darüber beklagte. Weitere Instrumente beherrschte er jedoch nicht, vor 1916 hatte er sich erfolglos bemüht, das Geigenspiel zu erlernen.
Patton sang er mit einer heiseren, knurrenden, doch überraschend voluminösen Baritonstimme, die über eine Oktave umspannte (gut hörbar in Pony Blues) und der man nachsagte, sie trüge unverstärkt 500 Yards weit. Sleepy John Estes nannte sie „die lauteste Stimme, die ich je gehört habe“ und David Edwards sagte von ihr, sie brächte Häuser zum Einsturz (He broke them country houses down). Häufig wurden Silben langgezogen oder äußerst kurze Pausen in die Zeilen eingeschoben, um sie entweder ans Metrum anzupassen oder ungewöhnliche rhythmische Effekte zu erzielen.
Während er spielte, stampfte er rhythmisch mit seinen Füßen auf das Holz des Bodens und legte dabei das volle Gewicht seiner Beine in die Tritte, verstärkt durch metallene Nägel unter seinen Schuhen. So erzielte er laut Richard Harney eine Lautstärke, „als würden fünf oder sechs Leute aufstampfen“ (like it’s five or six people in there stompin’). Wie in der Frühzeit des Blues üblich, spielte er zeitweise eine Figur auf der Gitarre bis weit über eine halbe Stunde lang um einen hypnotischen Effekt zu erzielen (eine Methode, die sowohl an afrikanische Musiken und indianische Pow Wow Musik erinnert wie auch an moderne Musikgenres wie Techno).
Lautstärke war ein wesentlicher Faktor für den Erfolg, da sein Publikum bis zu mehreren hundert Leuten umfassen konnte und in den Juke Joints bereits ein hoher Lautstärkepegel vorherrschte, ein Musiker war daher gezwungen, sich mittels seiner Lautstärke durchzusetzen.

### Livepräsentation
Bemerkenswert war Pattons Showmanship, die er exzessiv betrieb und gelegentlich zu Irritationen bei Zuhörern führte. Während er (wie damals üblich) auf einem Stuhl saß, schlug er die Saiten und den Korpus der Gitarre mit Fäusten und Händen, warf sie in die Luft und fing sie -während sein Begleiter den Takt hielt- rechtzeitig zum Wiedereinstieg, spielte sie hinter seinem Kopf, zwischen den Knien, unter den Beinen oder auf dem Rücken. Diese Einlagen waren traditionell bereits im 19. Jahrhundert in Minstrelshows zu finden und galten um 1910 eigentlich als bereits überholt. Als Entertainer war Patton auch bereit, dieser Show musikalische Opfer zu bringen, eine von John Fahey überlieferte Anekdote schildert dies sehr plastisch: als er Son House, der Patton unzählige Male hatte spielen hören und selbst bei Aufnahmesessions dabei war, 1965 Platten von Patton vorspielte, war dieser von der Qualität seines Spiels überrascht: „Ich habe nicht gewusst, dass er so gut spielen konnte.“ (I never knew he could play that good.). Das Erlebte hatte hier das Gehörte überlagert.
Ungefähr von 1926 an wurde Patton bei Auftritten häufig von Willie Brown begleitet, der jedoch 1929 zu Son House wechselte. Danach spielte Patton meist solo, wurde gelegentlich jedoch von Henry Sims an der Fiddle begleitet.

## Rezeption

### Zeitgenössische Rezeption
Patton war der einflussreichste Künstler zur Hochzeit des Deltablues, zu seinen Schülern, Bewunderern und Begleitern zählten zahlreiche bedeutende Bluesmusiker, daneben gab es auch eine Handvoll Patton-Imitatoren, die vor allem in Regionen spielten, in denen Patton selbst nur selten oder nie auftrat. Howlin’ Wolf, den ein Auftritt Pattons anregte, selbst Blues zu spielen, hatte bei ihm Gitarrenstunden, trat Anfang der 1930er als Patton-Imitator auf und orientierte sich auch später gesanglich noch stark an ihm. Son House verdankte Patton seine ersten Plattenaufnahmen; Bukka White sagte, bereits als Kind sei sein Ziel gewesen, „einst ein berühmter Mann zu werden, wie Charley Patton“ (to come to be a famous man, like Charley Patton). Auch Willie Brown, der mit ihm befreundet und von 1915 an bis zu seinem Tod sein wichtigster sideman war, lernte viel von ihm. Ebenso beeinflusste er Tommy Johnson (der zwei seiner Stücke coverte), Big Joe Williams und Roebuck „Pops“ Staples sowie viele Bluesmusiker der zweiten Garnitur, wie z. B. Booker Miller, Kid Bailey, Buddy Boy Hawkins oder David Honeyboy Edwards. Auch der junge Robert Johnson, der Johnny Shines gegenüber Patton als Inspiration angab und als Patton-Imitator begann, hielt sich um 1930 viel im Umfeld von Patton auf, erhielt aber keinen Zuspruch, da man ihn für einen passablen Bluesharpspieler, aber einen schlechten Gitarristen hielt (ein Urteil, das nach Johnsons berühmtem Wanderjahr durch Brown und House allerdings revidiert wurde). Durch Pattons Ruhm wurde die Dockery Plantation ein Treffpunkt all dieser Musiker und so berühmt als die „Geburtsstätte des Delta Blues“.
Aber nicht nur Pattons Einfluss auf andere Musiker war zu seiner Zeit im Blues ohne Vergleich, auch sein Status beim Publikum war einzigartig. Vor Patton waren Musiker im Delta halb anonyme Dienstleister ohne speziellen, individuellen Status, sie spielten – ähnlich heutigen Alleinunterhaltern – auf, ohne dass nach ihrem Namen gefragt wurde. Patton hingegen erwarb sich während seiner Karriere einen Ruf, der (wie zahlreiche Berichte von Zeitgenossen bezeugen), dazu führte, dass das Publikum allein seinetwegen bereits zu einer Veranstaltung kam.
1947 (und ohne Angabe von Patton als Urheber) nahm der Country-Musiker Hank Williams Pattons Stück Going to Move to Alabama unter dem Titel Move It on Over auf und erreichte damit seinen ersten landesweiten Erfolg, Williams’ Stück erreichte Platz 4 in den Billboard Country Singles-Charts, ihm wird gemeinhin ein starker Einfluss auf den entstehenden Rock ’n’ Roll zugeschrieben.

### Wiederentdeckung
Wie bei fast allen Country- bzw. Delta Blues-Interpreten wurde auch Pattons Werk erst spät wiederentdeckt. Trotz der Veröffentlichung von zwei Kompilationsalben 1961 und 1964 durch Origin Jazz Library wurde insbesondere sein außerordentlicher Einfluss auf nachfolgende Blueskünstler lange Zeit wenig gewürdigt. Vor allem der lange Schatten des „Mythos“ Robert Johnson, der in der Rezeption des weißen Publikums einen ungleich höheren Rang einnahm, verstellte lange Zeit den Blick auf Patton. Zwar wurde er bereits anlässlich ihrer Gründung 1980 in die Blues Hall of Fame aufgenommen, seine Bedeutung wurde außerhalb von Fachkreisen allerdings erst mit dem Erscheinen erster Werkausgaben Anfang der 90er Jahre zunehmend erkannt. 2001 veröffentlichte das amerikanische Kleinlabel Revenant Records nach mehrjähriger Arbeit eine ausführliche Gesamtausgabe all seiner Aufnahmen inklusive zuvor unveröffentlichter Stücke und zwei umfangreicher Materialbände zu Leben und Werk. Die von der Kritik hochgelobte Ausgabe (It truly is the last word, and one of the most impressively packaged box sets in all of popular music., dt. „Das ist wahrlich das letzte Wort und eines der am beeindruckendsten gepackten Box-Sets in der gesamten populären Musik.“.) wurde 2003 mit drei Grammys ausgezeichnet (Best Album Notes, Best Boxed Or Special Limited Edition Package, Best Historical Album) und 2006 als Classics of Blues Recording (Album) in die Blues Hall of Fame aufgenommen. Seltene Original-78er von Patton werden auf Auktionen mittlerweile für Preise zwischen 15.000 und 20.000 Dollar gehandelt. Pattons Song „Pony Blues“ von 1929 wurde durch das National Recording Preservation Board der Vereinigten Staaten 2006 in das National Recording Registry der Library of Congress aufgenommen
Bob Dylan äußerte sich über Patton mit den Worten „Wenn ich nur zu meinem eigenen Vergnügen Platten aufnähme, dann würde ich nur Charley Patton-Songs aufnehmen.“ und widmete ihm 2001 das Stück High Water (For Charlie Patton). Auch Chris Rea beruft sich auf ihn. In einem Interview beschrieb er sein Schlüsselerlebnis „… da hörte ich zum ersten Mal Charley Patton. Es war eine Art spirituelles Erlebnis für mich. Ich war absolut gefangen davon, wie er sang, spielte und diese spezielle Emotion vermittelte. Ich hatte bis dahin nicht Gitarre gespielt […] Diese Episode veränderte mein gesamtes Leben!“. Der amerikanische Comic-Autor und Blues-Kenner Robert Crumb ehrte Patton 1984 durch eine Biographie in Gestalt eines Comics, basierend auf der Biographie von Wardlow und Calt.
Trotz seines Selbstverständnisses als Entertainer und seiner Erfolgsorientiertheit bestreitet (ungeachtet der gelegentlich kritischen Sicht auf Pattons künstlerische Seriosität) kein wissenschaftlicher Autor seine enorme Bedeutung für den Blues. So pries Fahey ihn mit den Worten „für mich war er der aufregendste Gitarrist und Bluessänger, den ich je gehört hatte.“ (to me he was the most exciting guitar player and blues singer ever heard,) und Gayle Dean Wardlow bezeichnete ihn als „einen Innovator, den ersten großen Delta-Bluesman“ (an innovator, the first great delta bluesman) Diskutiert wird aber die Frage, ob es vor Patton eine Tradition des (Delta)-Blues gegeben habe, aus der sich Pattons Stil organisch entwickelte (Evans, Fahey, Palmer) oder ob Patton diesen Stil regelrecht erfunden habe (Wardlow, Calt). Problematisch ist dabei, dass es aus der Musikergeneration vor Patton keine Aufzeichnungen gibt, durch die sich diese Frage gültig entscheiden ließe.
Die enorme Bedeutung Pattons wurde Anfang des 21. Jahrhunderts immer weiter anerkannt, so dass der Musikwissenschaftler John Troutman 2017 zusammenfasste:

„Blueskenner stimmen bei weitem nicht in allem überein, aber wenn Du sie alle in einem Raum zusammensperren könntest und sie sollten sich einigen, wer der wichtigste Bluesgitarrist, -sänger und -songschreiber war, einfach der größte, den es im frühen 20. Jahrhundert gab, würden wahrscheinlich alle sagen: Charley Patton.“

## Forschung
Die Forschung über Patton leidet – typisch für den Blues der Vorkriegszeit – darunter, dass es so gut wie keine schriftlichen Quellen über ihn gibt und ebenso wenige Selbstzeugnisse. Fast alles, was man über Patton weiß, entstammt entweder seinem Werk (wo Interpretationen stets mit der Möglichkeit des literarischen Ichs konfrontiert sind) oder den Aussagen von Menschen aus seinem Umfeld, die üblicherweise erst in den 1950er, 1960er und 1970er Jahren interviewt wurden und deren Verlässlichkeit daher oft gering ist. Ein frappantes Beispiel für solch irreführenden mündlichen Zeugnisse sind die Aussagen von Son House, die lange Zeit die Forschung prägten und in denen House menschlich wie musikalisch ein ausgesprochen negatives Bild von Patton zeichnete.
Während seiner beginnenden Wiederentdeckung in den 1960er Jahren konzentrierte sich die Forschung vor allem auf Pattons Biographie. Ihr Pionier war Bernard Klatzko, der 1964 für den zweiten Teil der grundlegenden Compilation The Immortal Charlie Patton auf einer Reise in das Mississippi-Delta, während der er Freunde und Verwandte über Patton befragte, erste biographische Angaben über Patton gesammelt hatte.
Noch im selben Jahr wurde auch Son House wiederentdeckt, in einem Interview porträtierte er Patton als streitsüchtig, egoistisch, verfressen, trunksüchtig und geizig, nachlässig gegenüber seiner Musik, als Analphabeten und Schürzenjäger. In einem das Interview begleitenden Artikel sowie in späteren Veröffentlichungen vertieften die Autoren Gayle Dean Wardlow und Stephen Calt zwar das Bild von Patton als „degenerierten Soziopathen“, revidierten es aber in ihrer ausführlichen Biographie 1988 und vermuteten, dass Son House zunehmend ein aus Missgunst motiviertes Zerrbild von Patton entwarf.
Erst der Musiker, Musikwissenschaftler und Bluesliebhaber John Fahey wandte sich 1970 in seiner Master Thesis neben einer kurzen biographischen Darstellung auch der Untersuchung von Text und Musik in Pattons Werk zu. Er zeichnete Patton als einen reinen Entertainer, dem inhaltlich Tiefe und Empfindsamkeit abgingen, ein Urteil, das er später, in seinem Begleittext zur Gesamtausgabe 2001, allerdings korrigierte. Für die biographischen Daten griff er zwar weitgehend auf bestehendes Material zu, ergänzte es aber durch eigene Forschungen (u. a. Interviews mit Bertha Lee und Sam Chatmon).
Robert Palmer rückte 1981 in seinem Buch Deep Blues, in das (Patton betreffend) bisher unberücksichtigte Interviews mit Joe Rice Dockery (damals Besitzer der Dockery Plantation), Hayes McMullen, Howlin’ Wolf und Roebuck Staples mit einflossen, das biographische Bild von Patton zurecht, in dem er die inkriminierten Charakterzüge in den sozialen Kontext des Mississippi-Deltas Anfang des Jahrhunderts stellte und deutlich machte, dass Promiskuität, Gewalt und Alkohol feste Bestandteile der Subkultur der Juke Joints waren, Patton mit seinem Verhalten also keinesfalls aus der Rolle fiel.
1984 fand zu Pattons fünfzigstem Todestag in Lüttich ein internationales Symposium statt, das sich unter dem Titel The Voice of the Delta – Charley Patton And the Mississippi Blues Traditions schwerpunktmäßig mit der Stellung Pattons im Blues auseinandersetzte und ihn als einen der „größten Künstler […] im Gebiet der schwarz-amerikanischen Populärmusik“ (un des plus grands artistes […] dans le domaine de la musique populaire négro-americaine) würdigte.
Im Symposiumsband korrigierte David Evans in seinem biographischen Essay „The Conscience Of The Delta“ das – seines Erachtens vor allem von den Äußerungen von Son House ausgehend – stark verzerrte persönliche Bild von Patton und ergänzte es um zahlreiche Informationen, dabei attestierte er ihm durchaus künstlerische Ernsthaftigkeit und Sensitivität. Der Essay wurde 2001 geringfügig überarbeitet und aktualisiert, im Rahmen der Werkausgabe erneut veröffentlicht und mit einem Grammy ausgezeichnet.

### Bildzeugnisse
Von Patton waren lange Zeit nur gezeichnete oder grob gerasterte Darstellungen aus Anzeigen bekannt. All diesen Abbildungen lag offensichtlich stets das gleiche Bild zugrunde, welches nur jeweils mit grafischen Mitteln verändert wurde. So zeigt die Abbildung für die Masked-Marvel-Kampagne einen Patton mit Augenbinde, die für den Spoonful Blues eine Restaurantszene, in der Patton am Tisch sitzt, die Anzeige für den 34 Blues zeigte einen auf dem Stuhl sitzenden Mann mit übereinander geschlagenen Beinen, der eine auf dem Schoß liegende Gitarre hielt. Erst 2003 wurde das Ursprungsfoto all dieser Zeichnungen von John Tefteller, Besitzer einer der größten privaten Bluessammlungen weltweit, entdeckt, in dessen Besitz das Bild bis heute ist. Patton hat dieses Bild selbst machen lassen und beabsichtigte, es auf Ankündigungen für Auftritte einzusetzen, ein sehr professionelles und damals absolut unübliches Vorgehen. Ein weiteres Foto, das Patton im Jahre 1908 als jungen Mann mit Schnäuzer darstellte, zeigt nur geringe Übereinstimmungen damit und wurde nach seiner Erstveröffentlichung in der Monographie von Calt und Wardlow nicht wieder veröffentlicht.

## Musikbeispiele
|  |  |  |  |
|  |  |  |  |
|  |  |  |  |
|  |  |  |  |
|  |  |  |  |

## Diskografie

### Originale 78er
Dies ist eine vollständige Liste aller Originalaufnahmen von Charley Patton in chronologischer Reihenfolge. Aufgrund des empfindlichen Schellacks sind nur mehr wenige Exemplare erhalten, der amerikanische Sammler und Experte John Tefteller schätzt die Zahl sämtlich erhaltener Stücke auf insgesamt nicht mehr als 100.
| Titel                                                               | Katalognummer   | Veröffentlichung        | Anmerkungen                            |
| ------------------------------------------------------------------- | --------------- | ----------------------- | -------------------------------------- |
| Paramount                                                           |                 |                         |                                        |
| Pony Blues / Banty Rooster Blues                                    | Paramount 12792 | Juli 1929               |                                        |
| Prayer of Death Pt.1 / Prayer of Death Pt. 2                        | Paramount 12799 |                         | Pseudonym als Elder J. Hadley          |
| Screamin’ and Hollerin’ the Blues / Mississippi Bo Weavil Blues     | Paramount 12805 |                         | zeitw. Pseudonym als The Masked Marvel |
| Down the Dirt Road Blues / It Won’t Be Long                         | Paramount 12854 |                         |                                        |
| A Spoonful Blues / Shake It and Break It But Don’t Let It Fall Mama | Paramount 12869 |                         |                                        |
| Pea Vine Blues / Tom Rushen Blues                                   | Paramount 12877 |                         |                                        |
| Lord I’m Discouraged / I’m Going Home                               | Paramount 12883 |                         |                                        |
| High Water Everywhere Pt. 1 / High Water Everywhere Pt. 2           | Paramount 12909 | April 1930              |                                        |
| Rattlesnake Blues / Running Wild Blues                              | Paramount 12924 |                         |                                        |
| Magnolia Blues / Mean Black Cat Blues                               | Paramount 12943 | Juli 1930               |                                        |
| Mean Black Moan / Heart Like Railroad Steel                         | Paramount 12953 | August 1930             |                                        |
| Green River Blues / Elder Greene Blues                              | Paramount 12972 | September 1930          |                                        |
| Jesus Is a Dying-Bed Maker / I Shall Not Be Moved                   | Paramount 12986 | Oktober 1930            |                                        |
| Hammer Blues / When Your Way Gets Dark                              | Paramount 12988 | November 1930           |                                        |
| Moon Going Down / Going to Move to Alabama                          | Paramount 13014 | Dezember 1930           |                                        |
| Some Happy Day / You’re Gonna Need Somebody When You Die            | Paramount 13031 |                         |                                        |
| Circle Round the Moon / Devil Sent the Rain Blues                   | Paramount 13040 | Ende 1930 / Anfang 1931 |                                        |
| Dry Well Blues / Bird Nest Bound                                    | Paramount 13070 | Frühjahr 1931           |                                        |
| Some Summer Day Pt. 1 / Jim Lee Blues Pt. 1                         | Paramount 13080 | Frühjahr / Sommer 1931  |                                        |
| Frankie and Albert / Some These Days I’ll Be Gone                   | Paramount 13110 | Anfang 1932             |                                        |
| Joe Kirby / Jim Lee Blues Pt. 2                                     | Paramount 13133 | Anfang 1932             |                                        |
| Vocalion                                                            |                 |                         |                                        |
| 34 Blues / Poor Me                                                  | Vocalion 02651  |                         |                                        |
| High Sheriff Blues / Stone Pony Blues                               | Vocalion 02680  | 15. April 1934          |                                        |
| Love My Stuff / Jersey Bull Blues                                   | Vocalion 02782  | 1. September 1934       |                                        |
| Oh Death / Troubled ’Bout My Mother                                 | Vocalion 02904  |                         | mit Bertha Lee                         |
| Hang It on the Wall / Revenue Wall Blues                            | Vocalion 02931  | 15. April 1935          |                                        |

### Werkausgabe
- Screamin’ and Hollerin’ the Blues: The Worlds of Charley Patton, Revenant Records No. 212, 2001, (Sieben CDs mit allen Aufnahmen in allen Versionen von Patton als Solist und Begleitmusiker, den Aufnahmen der von ihm vermittelten Künstler und zwei Materialbänden)